# Martin (Louisiana)
Martin is een plaats (village) in de Amerikaanse staat Louisiana, en valt bestuurlijk gezien onder Red River Parish.

## Demografie
Bij de volkstelling in 2000 werd het aantal inwoners vastgesteld op 625.
In 2006 is het aantal inwoners door het United States Census Bureau geschat op 621, een daling van 4 (-0.6%).

## Geografie
Volgens het United States Census Bureau beslaat de plaats een oppervlakte van
30,1 km², waarvan 30,0 km² land en 0,1 km² water. Martin ligt op ongeveer 71 m boven zeeniveau.

## Plaatsen in de nabije omgeving
De onderstaande figuur toont nabijgelegen plaatsen in een straal van 20 km rond Martin.